# Hamza bin Laden
Ḥamzah bin Usāmah bin Muḥammad bin ʿAwaḍ bin Lādin (em árabe: حمزة بن أسامة بن محمد بن عوض بن لادن), mais conhecido como Hamza bin Laden, foi um dos filhos de Osama bin Laden. Seu irmão Khalid foi morto no ataque de 2011 que também matou seu pai.
Foi um dos sobreviventes da operação que vitimou de seu pai, e foi acusado de participar de um atentado contra Benazir Bhutto.
Hamza era filho de Khairiah Sabar da Arábia Saudita, uma das três esposas de Bin Laden que viviam em Abbottabad, no Paquistão.
Em um vídeo divulgado no ano de 2016, Hamza prometeu vingar a morte do pai Osama Bin Landen. As ameaças foram reiteradas em áudios que vieram à tona em 2017.

## Morte
Em 31 de julho de 2019, o The New York Times e outras organizações de notícias citaram que oficiais americanos não identificados disseram que Hamza teria sido morto nos dois primeiros anos do governo Trump, que começou em 20 de janeiro de 2017. Na época, as agências de inteligência não conseguiram confirmar sua morte e, em fevereiro de 2019, o Departamento de Estado dos EUA emitiu uma recompensa de US $ 1 milhão por informações que levassem ao paradeiro de Hamza bin Laden. Em 14 de setembro de 2019, o presidente dos EUA, Donald Trump, disse que Hamza bin Laden havia sido morto em uma operação de contraterrorismo dos EUA na região do Afeganistão/Paquistão. Outros detalhes não foram divulgados.
O jornalista afegão Bilal Sarwary afirmou que Hamza bin Laden provavelmente foi morto no distrito de Geru, na província de Ghazni, no Afeganistão.
No entanto, a Al-Qaeda não confirmou a morte de Hamza bin Laden.